# Hasliberg
Hasliberg este o comunitate politică din districtul Oberhasli, Cantonul Berna, Elveția. Ea se află la altitudinea de 1.082 m deasupra n.m. lângă localitatea Meiringen. Hasliberg se întinde pe o lungime de 9 km și este formată din patru localități: Weilern Hohfluh, Wasserwendi, Goldern și Reuti. Numele de Hasliberg provine din germana veche, „hasal” însemnând munte. În comunitate există școala Ecole d’Humanité unde s-a practicat naturalismul.
Școala a fost întemeiată în anul 1934 de Paul Geheeb și soția lui care au părăsit din cauza nazismului german Școala Odenwald din Germania.